# Diocesi di Appia
La diocesi di Appia (in latino Dioecesis Appiana) è una sede soppressa del patriarcato di Costantinopoli e una sede titolare della Chiesa cattolica.

## Storia
Appia, identificabile con Abya nell'odierna Turchia, è un'antica sede episcopale della provincia romana della Frigia Pacaziana nella diocesi civile di Asia. Faceva parte del patriarcato di Costantinopoli ed era suffraganea dell'arcidiocesi di Laodicea di Frigia.
La diocesi è documentata nelle Notitiae Episcopatuum del patriarcato di Costantinopoli fino al XII secolo.
Sono sette i vescovi noti di questa antica diocesi. Nettario partecipò al primo concilio di Costantinopoli nel 381. Un epitaffio, databile al IV secolo e scoperto nei pressi di Appia, riporta il nome del vescovo Eortasio; dall'epitaffio si evince che il vescovo morì giovane, e che in precedenza aveva già perso la sua giovane moglie. Caritone sottoscrisse il decreto sinodale di Gennadio I di Costantinopoli contro i simoniaci nel 458/459. Pietro fu tra i padri del terzo concilio di Costantinopoli nel 680. Giorgio assistette al concilio di Nicea del 787. Basilio assistette al concilio di Costantinopoli dell'879-880 che riabilitò il patriarca Fozio di Costantinopoli. Infine, la sigillografia ha restituito il nome del vescovo Giorgio, il cui sigillo è databile alla seconda metà dell'XI secolo.
Dal 1933 Appia è annoverata tra le sedi vescovili titolari della Chiesa cattolica; la sede è vacante dal 17 dicembre 1982.

## Cronotassi

### Vescovi greci
- Nettario † (menzionato nel 381)
- Eortasio † (IV secolo)
- Caritone † (menzionato nel 458/459)
- Pietro † (menzionato nel 680)
- Giorgio † (menzionato nel 787)
- Basilio † (menzionato nell'879)
- Giorgio † (seconda metà dell'XI secolo)

### Vescovi titolari
- William Joseph Hafey † (2 ottobre 1937 - 25 marzo 1938 succeduto vescovo di Scranton)
- Bernard William Griffin † (26 maggio 1938 - 18 dicembre 1943 nominato arcivescovo di Westminster)
- Beato Teodor Romža † (8 settembre 1944 - 1º novembre 1947 deceduto)
- John Aloysius Murphy † (7 febbraio 1948 - 3 giugno 1949 succeduto vescovo di Shrewsbury)
- Ambróz Lazík † (25 luglio 1949 - 20 aprile 1969 deceduto)
- Athanasios Abadir † (18 maggio 1976 - 17 dicembre 1982 nominato eparca di Ismailia)